# 황제 (정치인)
황제(중국어 정체자: 黃捷, 병음: Huáng Jíe, 1993년 1월 19일 ~ )는 중화민국의 정치인이다. 2024년 가오슝시 제6선거구의 입법위원으로 당선된다.